# Maximilian Seyller
Maximilian Seyller (* 15. Januar 1984 in Landshut) ist ein ehemaliger deutscher Eishockeystürmer, der zuletzt bei den Löwen Frankfurt in der Oberliga West unter Vertrag stand.

## Karriere
Maximilian Seyller begann seine Karriere 2000 in seiner Geburtsstadt beim EV Landshut. In der Saison 2001/02 gewann er mit Landshut die Oberliga-Meisterschaft und stieg in die 2. Eishockey-Bundesliga auf. Nach weiteren zwei Jahren bei den Cannibals wechselte Seyller zum Ligakonkurrenten Straubing Tigers, mit dem er in der Saison 2005/06 zum ersten Mal die Zweitliga-Meisterschaft gewann. Bereits ein Jahr später konnte Seyller zum zweiten Mal die Zweitliga-Meisterschaft feiern, diesmal im Trikot der Grizzly Adams Wolfsburg. Nach diesem Erfolg wechselte er zu den Steelers und auch dort gelang ihm der Gewinn der Zweitliga-Meisterschaft in der Saison 2008/09. Nach der Spielzeit 2009/10 hat Seyller den Verein verlassen. Im Verlauf der Saison 2010/2011 wechselte Maximilian Seyller zu den viertklassigen Löwen Frankfurt.
2012 beendete er seine Karriere.

### International
Maximilian Seyller nahm an zwei Junioren-Weltmeisterschaften teil. Bei der U18-Junioren-Weltmeisterschaft 2002 belegte er mit dem deutschen Team den zehnten Platz. Dazu steuerte er ein Tor und eine Vorlage bei. Ein Jahr später spielte er bei der U20-Junioren-Weltmeisterschaft. Nach einem neunten Rang stieg das Team in die Division I ab. Seyller erzielte im Turnierverlauf ein Tor.

## Erfolge und Auszeichnungen
- 2002 Meister der Eishockey-Oberliga mit dem EV Landshut
- 2006 Meister der 2. Eishockey-Bundesliga mit den Straubing Tigers
- 2007 Meister der 2. Eishockey-Bundesliga mit den Grizzly Adams Wolfsburg
- 2009 Meister der 2. Eishockey-Bundesliga mit den Bietigheim Steelers

## 2. BL-Statistik
(Stand: Ende der Saison 2009/10)